# Petros Galaktopulos
Petros Galaktopulos (* 7. června 1945 Athény) je bývalý řecký zápasník – klasik, stříbrný a bronzový olympijský medailista z let 1968 a 1972.

## Sportovní kariéra
Se zápasením začínal v Athénách v klubu Ethnikos Gymnastikos Syllogos v 15 letech. Připravoval se pod vedením Panajotise Arkudease. V roce 1964 si jako devatenáctiletý mladík odbyl olympijskou premiéru na olympijských hrách v Tokiu v lehké váze do 70 kg a vypadl ve třetím kole s Maďarem Imre Polyákem.
V roce 1968 startoval na olympijských hrách v Mexiku. Po dobrém nalosování postoupil bez většího zaváhání do pátého kola, kde ve vyhroceném zápase porazil favorizovaného Sověta Gennadije Sapunova. V šestém kole však prohrál s Japoncem Munedži Munemurou. V souboji o medaile zremizoval zápas s Jugoslávcem Stevanem Horvatem a získal bronzovou olympijskou medaili.
V roce 1972 startoval jako úřadující mistr Evropy na olympijských hrách v Mnichově ve velterové váze do 74 kg. Ve druhém kole zremizoval zápas s favorizovaným Sovětem Viktorem Igumenovem 7:7 na technické body. V pátém kole měl štěstí na volný los, při kterém se téměř všichni jeho soupeři navzájem vyeliminovali dosažením maxima 6 klasifikačních bodů. S 5,5 klasifikačními body mu zbyl jediný soupeř Čechoslovák Vítězslav Mácha. Rozhodující zápas o vítězství psychicky nezvládl a prohrál 3:5 na technické body. Sám později uvedl pro řecké noviny, že finále s Máchou, o jehož zdravotním stavu kolovaly různé zvěsti, podcenil. Získal stříbrnou olympijskou medaili.
V roce 1976 při svém čtvrtém startu na olympijských hrách v Montréalu vypadl z turnaje ve třetím kole se západním Němcem Karl-Heinzem Helbingem. Vzápětí ukončil sportovní kariéru. Věnoval se trenérské a funkcionářské práci.

## Výsledky
| Turnaj             | 1964 | 1965 | 1966 | 1967 | 1968 | 1969 | 1970 | 1971 | 1972 | 1973 | 1974 | 1975 | 1976 |
| Turnaj             | 19   | 20   | 21   | 22   | 23   | 24   | 25   | 26   | 27   | 28   | 29   | 30   | 31   |
| Turnaj             | -70  | -70  | -70  | -70  | -70  | -74  | -74  | -74  | -74  | -74  | -74  | -74  | -74  |
| ------------------ | ---- | ---- | ---- | ---- | ---- | ---- | ---- | ---- | ---- | ---- | ---- | ---- | ---- |
| Olympijské hry     | úč.  |      |      |      | 3.   |      |      |      | 2.   |      |      |      | 8.   |
| Mistrovství světa  |      | 7.   | úč.  | ?    |      | ?    | 3.   | 3.   |      | ?    | ?    | ?    |      |
| Mistrovství Evropy |      |      | ?    | ?    | úč.  | ?    | 4.   |      | 1.   | ?    | ?    | úč.  | 3.   |